# Maria Ewing
Maria Ewing (Detroit, 27 de Março de 1950 – 9 de janeiro de 2022) foi uma cantora lírica estadunidense que interpretava papéis tanto de soprano quanto de mezzo-soprano.

## Carreira
Estudou em Cleveland e Nova York. Sua estréia foi no Metropolitan Opera em 1976 na ópera Le Nozze di Figaro, e sua primeira apresentação na Europa foi no Teatro alla Scala, em Milão, interpretando Mélisande, na ópera Pelléas et Mélisande, de Debussy. Seu repertório inclui: Carmen, Dorabella (Così fan Tutte), e Maria (Wozzeck), mas tornou-se especialmente famosa pela interpretação do papel-título de Salomé, de Richard Strauss, especificamente na Dança dos Sete Véus. Na cena, em que Salomé permanece nua aos pés de Herod, a maioria das sopranos tenta disfarçar usando algum traje corporal de cor da pele depois do sétimo véu, mas Maria Ewing, em sua apresentação, permaneceu realmente nua.
Em 1982, casou-se com o diretor de teatro inglês Sir Peter Hall, e durante este período de sua vida foi conhecida como "Lady Hall". O casal se divorciou em 1990 e tiveram uma filha, a atriz Rebecca Hall.